# Erythrodiplax hyalina
Erythrodiplax hyalina är en trollsländeart som beskrevs av W. Foerster 1907. Erythrodiplax hyalina ingår i släktet Erythrodiplax och familjen segeltrollsländor. Inga underarter finns listade i Catalogue of Life.